# 乱層雲

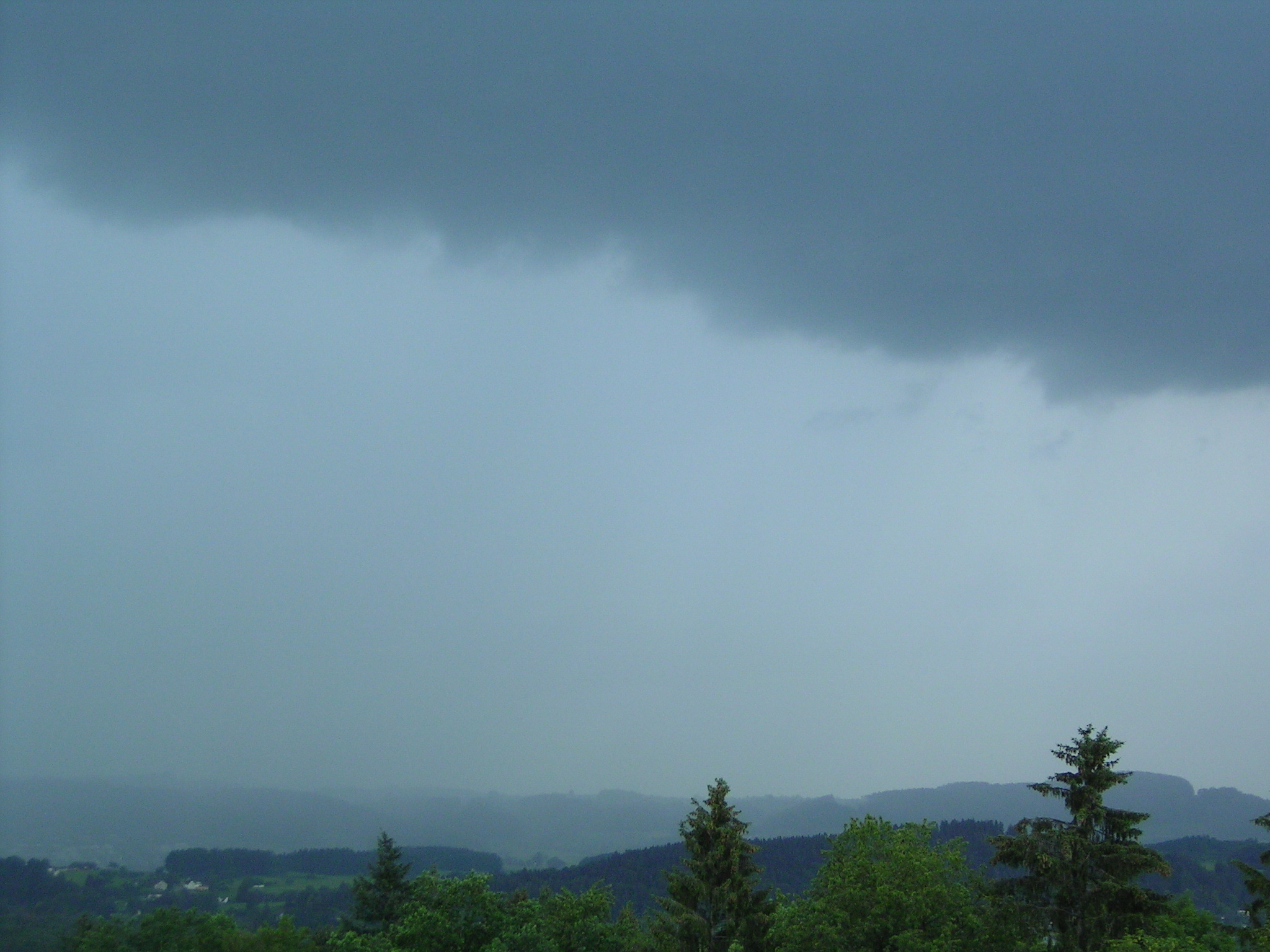
乱層雲と山影を霞ませる降水雲

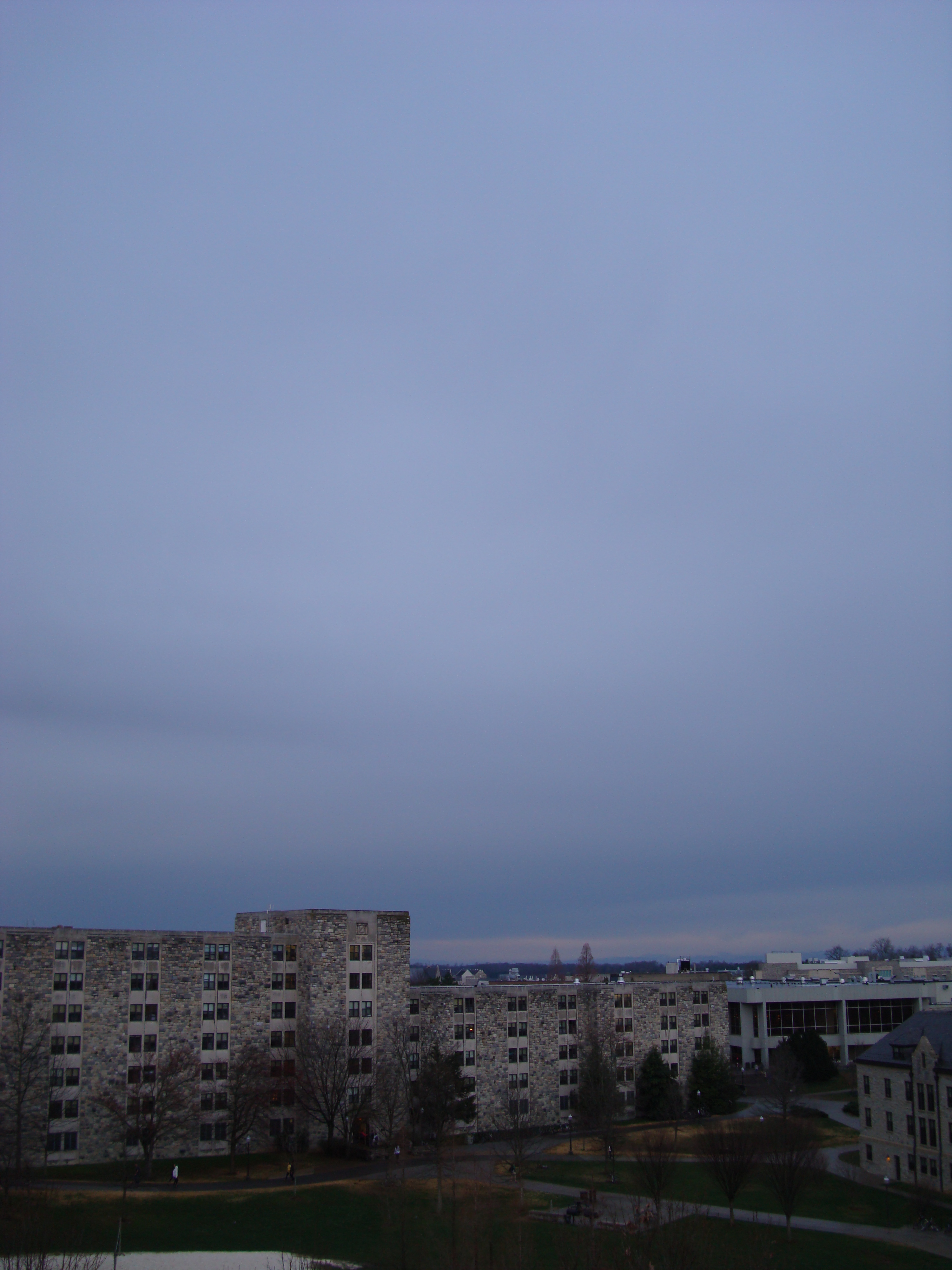
空を一様に覆う乱層雲

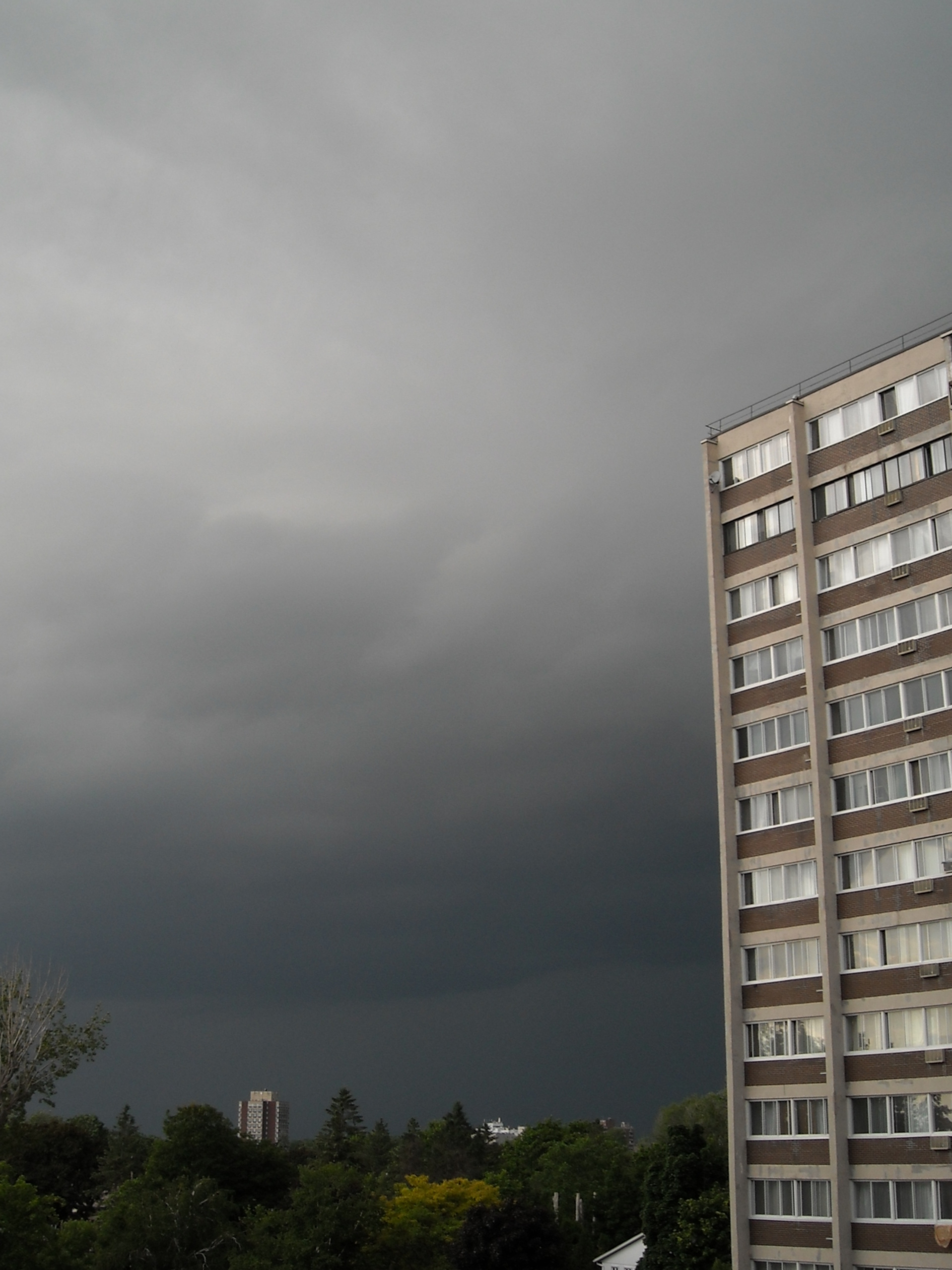
低く垂れこめる乱層雲

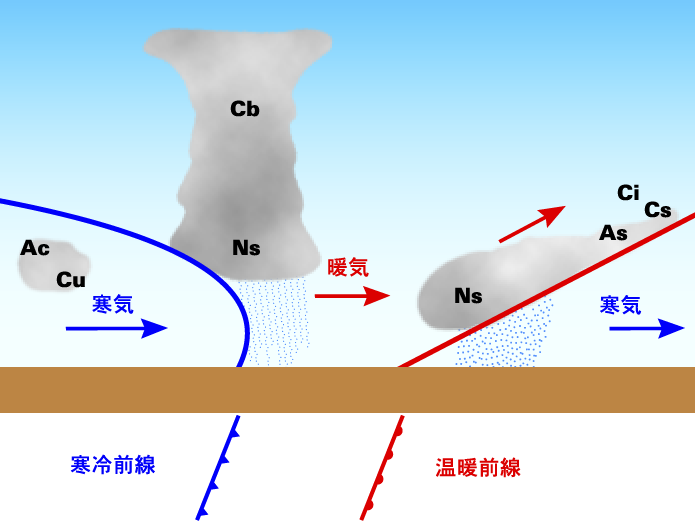
温暖前線が近づくに従い巻層雲(Cs)、高層雲(As)、乱層雲(Ns)が順に広がる。

乱層雲（らんそううん）は雲の一種。空全体を覆い、厚さや色にむらが少なく一様で、暗灰色をした雲。持続的に雨や雪を降らせる雲で、雨雲（あまぐも）または雪雲（ゆきぐも）とも呼ばれる。

## 名称
基本雲形（十種雲形）の一つ。ラテン語学術名はnimbus（ニンブス、ニンバス、乱雲）とstratus（ストラトゥス、層雲）を合成したNimbostratus（ニンボストラトゥス）で、略号は Ns 。

## 形状と出現環境
全天または空を広く覆うことが多い。高層雲とは異なり、厚い雲のどの部分も太陽や月を覆い隠してしまい透視できないのが特徴の1つ。雲の分布にむらがなく特徴的な形がない。雲底は低く、周囲は薄暗くなってどんよりとした曇天、雨天となる。
気流によって速いスピードで形を変えることが多い。
乱層雲の主要部は高度 2 - 7 km 程度（日本を含む中緯度地域の場合）の中層雲の高度にあるが、多くの乱層雲の雲底はより低い下層雲の高度にあり、雲頂はより高い上層雲の高度にある。低いところは高度 500 - 600 m まで、高いところは 7 - 10 km まで続く場合がある。雲頂は丸く盛り上がっている。国際雲図帳1930年版の十種雲形では下層雲とされていたが、観測により上下への広がりが判明したため、1956年版で中層雲に変更され"上層や下層にも広がっている"との注記が加えられた。
雲を構成するのは水滴や氷晶、それらが成長した雨粒や雪片で、気温によって変わる。
乱層雲の下、空の低いところにちぎれた断片のような雲（ちぎれ雲）が飛ぶのは空気が湿っている証拠で、雨や雪が近いことを示す。乱層雲の雲底の影がはっきり見えなくなってぼやけ、雲の下に灰黒い霧状や筋状の塊が垂れ下がって見えてくると雨や雪で、その付随する雲を降水雲、地上に達する前に蒸発してしまう場合は尾流雲と呼ぶ。
積乱雲や発達した積雲（雄大積雲）に比べて、乱層雲から降る雨や雪は、強度の変化が少なく比較的静かで、長い時間継続し、降る範囲が広い。
乱層雲が晴天下にいきなり現れることはない。高層雲から変化して生じることが多く、層積雲や層雲から変化することもある。また、積乱雲や積雲が横に広がって生じることもある。
温暖前線や低気圧が近づいている場合、厚くなってきた高層雲に続いて現れ、本格的な雨や雪を降らせる。低気圧の中心部や前線沿いに生じる雲で、温暖前線や停滞前線のように傾きの小さい前線面を形成して暖気が寒気に乗り上げる、ゆっくりとした広く一様な上昇気流に典型的な雲。

## 派生する雲形
国際雲図帳2017年版の解説によると、乱層雲に現れることがある副変種は以下の通り。種・変種はない。
- 雲副変種（部分的に特徴のある雲） - 降水雲、尾流雲
- 雲副変種（付随して現れる雲） - ちぎれ雲